# Pont dels Horts
El Pont dels Horts és una obra de Serinyà (Pla de l'Estany) inclosa a l'Inventari del Patrimoni Arquitectònic de Catalunya.

## Descripció
Pont que dona accés als horts de Serinyà, situat sobre el riu Serinyadell. La construcció, de 10 m d'alçada i 3,5 m d'ample, compta amb una sola arcada de mig punt adovellada de 8 m de llum.